# 平和発展法研究所
平和発展法研究所（仏: L'Institut du droit de la paix et du développement、英: Institute of the Right of Peace and Development、通称: IDPD）は、1968年にフランスの国際法学者、ルネ＝ジャン・デュピュイにより創設された平和構築に関する国際公法及び、EU法の教育研究機関。現在はフランスのニース大学の所属機関。
ヨーロッパ・アジア・アフリカ・中東・アメリカの比較法学を教育・研究の目的とし、研究生はアジア、アメリカ、中東の法学を同時に学んでおり、インド法系や中華法系に関する研究も行うことができる。ハーグ国際法アカデミーやサンレモ人道法国際研究所と学術提携を結んでいる。

## 研究所関係者
ペテル・トムカ（国際司法裁判所所長 2013-2015）